# Lesse (Aldeia)
Lesse (Lese) ist eine osttimoresische Aldeia im Suco Leolima (Verwaltungsamt Hato-Udo, Gemeinde Ainaro). 2015 lebten in der Aldeia 399 Menschen.

## Geographie und Einrichtungen
Die Aldeia Lesse liegt in der westlichen Mitte von Leolima. Nördlich befindet sich die Aldeia Aimerleu und östlich die Aldeia Hutseo. Im Westen grenzt Lesse an den Suco Suro-Craic (Verwaltungsamt Ainaro). Die Grenze bildet der Fluss Belulik, über den eine Brücke führt.
Den Norden von Lesse durchquert die südliche Küstenstraße Osttimors, die hier etwas landeinwärts verläuft. An ihr liegt die Siedlung Lesse, die den westlichsten Teil des Siedlungszentrums von Hato-Udo bildet. Im Ort Lesse befinden sich eine Sendeantenne und eine Grundschule.

## Politik
2023 wurde José dos Santos zum Chefe de Aldeia gewählt.